# Mi-38 (航空機)
MAKS航空ショーにて（2005年）
- 用途：輸送ヘリコプター
- 分類：中型輸送ヘリコプター
- 設計者：M・L・ミーリ記念モスクワ・ヘリコプター工場(MVZ)
- 製造者：カザンヘリコプター
- 初飛行：2003年12月22日
- 生産開始：2015年12月30日

Mi-38(ミル38；ロシア語:Ми-38）は、ロシアのM・L・ミーリ記念モスクワ・ヘリコプター工場(MVZ)がデザインした軍用と民間用の中型輸送ヘリコプターで、開発と販売はユーロ・ミール・インターナショナルが担当。
Mi-8、Mi-17の後継機として開発され、2003年12月22日に初飛行を行なった。主ローター・尾部ローター共に複合材を使用しており、操縦機構にはフライ・バイ・ワイヤを用い、電子制御による自動操縦が可能など、最新の技術を用いている。西側諸国への輸出も考慮されており、エンジンには標準装備のクリモフTV7-117の他に、プラット・アンド・ホイットニー・カナダ PW127/TSの選択も可能。
2015年から連続生産を開始。

## 性能・主要諸元
- 乗員: 2名
- 定員: 32名、又は5,000 kg の貨物
- 全長: 19.95 m
- 主回転翼直径: 21.10 m (69 ft 3 in)
- 全高: 5.2 m
- 空虚重量: 8,300 kg (18,300 lb)
- 全備重量: 14,200 kg (31,300 lb)
- 最大離陸重量: 15,600 kg(34,400 lb)
- 発動機: クリーモフ TV7-117またはプラット・アンド・ホイットニー・カナダ PW127/TS ターボシャフトエンジン 2,465 shp X 2基
- 最高速度: 275 km/h (171 mph)
- 航続距離: 1,300 km (811 miles)
- ホバリング上昇限度
  - 6,500 m (地面効果内 IGE)
  - 2,500 m (地面効果外 OGE)
- 出力重量比: 2.88kg/hp
- 円板荷重:40.6kg/m2